# Крипипаста
Крипипасте су легенде везане за хорор и које се деле широм интернета. Крипипаста је од тада постала свеобухватни термин за било који хорор садржај објављен на Интернету. Ови уноси на Интернету су често кратке, паранормалне приче које генеришу корисници са намером да уплаше читаоце. Они укључују језиве приче о убиствима, самоубиствима и догађајима из другог света. Тема крипипасте варира у великој мери и може укључивати теме као што су духови, убиства, зомбији и уклете телевизијске емисије и видео игрице. Крипипасте се крећу у дужини од једног пасуса до дугачких серија из више делова које могу обухватити више врста медија.
У медијима су најчешће крипипасте које се односе на измишљени лик Слендер Ман -а привукле су пажњу јавности након случаја „Убода Слендер Мана “ из 2014. године. То је случај у којем су 12-годишњу девојчицу избола два њена пријатеља. А починиоци су тврдили да су „желели да докажу да скептици Слендер Ман греше“. Након покушаја убиства, неки администратори веб-странице крипипаста дали су изјаве у којима су подсећали читаоце на "линију између фикције и стварности".
Друге запажене приче о Крипипасти укључују "Бен се утопио", "Џеф убица", "Тед спелеолог" и "Сониц.еке".

## Етимологија
Крипипаста је саставни део речи крипи и копипаста ; термин је скован на имагебоард 4цхан око 2007. Копипаста означава вирусни, копирани и залепљени текст; термин је скован на 4цхан око 2006. године.

## Историја
Тачно порекло крипипасте је непознато. Ране крипипасте су обично писане анонимно и рутински поново објављиване, што је отежавало проучавање историје жанра. Џесика Рој, која је писала за Тајм, тврдила је да су се крипипасте појавиле деведесетих година двадесетог века када је текст ланчаних мејлова поново објављен на интернет форумима и јузнет групама. Аја Романо, који је писао за Даили Дот, изјавио је да је Тед спелеолог вероватно најранији пример крипипасте. Прича, објављена на Ангелфире -у 2001. године, написана је у првом лицу из перспективе Теда док су он и неколико пријатеља истраживали све застрашујући пећински систем.
Многе ране крипипасте састојале су се од ритуала, личних анегдота и урбаних легенди као што су Полибије и Зека Ман . Дарси Надел, која је писала за ТурбоНевс, тврдила је да су ове ране крипипасте морале бити донекле уверљиве и реалистичне да би биле поново објављене. Многе од најранијих крипипасти створене су на /к/ плочи 4цхан-а, која се фокусирала на паранормалне феномене.
Главне наменске интернет странице за крипипасте почеле су да се појављују од касних двехиљадитих до раних двехиљадедесетих: Цреепипаста.цом је креиран 2008. док су Крипипаста Вики и р/НоСлееп (Реддит форум, или субреддит) направљени 2010. године. Локације на интернету су створиле сталну архиву крипипасти, што је дубоко утицало на цели жанр. Многи аутори су почели да користе ликове инспирисане крипипастама у сопственим причама, што је резултирало великим бројем дела у овом жанру.
Према часопису Тиме, жанр је досегао највећу популарност 2010. године када га је објавио Тхе Нев Иорк Тимес .
Дефиниција крипипаста се временом проширила и сада укључује и већину хорор прича написаних на интернету. Временом је ауторство постало све важније: многе крипипасте данас пишу именовани аутори, а не анонимни појединци. Многи од ових аутора покушавају да привуку пажњу јавности кроз своја дела крипипаста. Копирање и лепљење крипипаста је временом постало све мање уобичајено; многи чланови заједнице аутора крипипаста сматрају то чином повреде интелектуалне својине.

## Примери крипипаста

### Витак човек
Слендер Ман (у преводу Витак човек) је крипипаста која изгледа као мршав, висок хуманоид без препознатљивих црта лица, који носи црно одело са заштитним знаком. Лик је настао у такмичењу Сомтинг Авфул фотошоп 2009. године, пре него што је касније представљен као главни антагониста у игрици алтернативне реалности Марбле Хорнетс. Према већини прича, ова крипипаста има за циљ утицај на децу. Легенда је такође изазвала полемику када је Слендер Ман убоден ножем 2014. године.

### Џеф убица
Џеф убица је прича праћена сликом насловног лика. У овој причи, тинејџер по имену Џеф је био на путу према школи гдје је ишао у друштву свог млађег брата када их је напала група насилника. Џеф је бранио себе и свог брата и поразио је своје нападаче. Он их је оставио да леже на улици претучени, сломљених руку и руку. Након што његов брат објави свима да је Џеф тај који је повредио насилнике, он бива ухапшен. Због тога Џеф проводи неколико дана избезумљен, пре него што оде на рођенданску забаву у комшилуку где га поново нападају насилници. Иако је успео да убије све нападаче, он је тешко опечен током сукоба након што је запаљен. Током боравка у болници, Џеф схвата да ужива у томе да повређује људе и због тога он полуди. Само једну ноћ након што је отпуштен из бонице, он сече своје лице, због чега му остаје трајан ожиљак у облику осмеха. Уз то он одсеца себи капке, тако да никада више не заспи. Након тога убија своју породицу, своје родитеље и млађег брата и сестру, при томе им шапућући „иди на спавање“. Џеф убрзо постаје серијски убица који се ноћу ушуња у куће и шапуће својим жртвама „иди на спавање“ пре него што их убије.
Према Даили дот-у, легенда о Џефу убици се може пратити све до 2008. године.

### Тед спелеолог
Тед спелеолог је крипипаста која је прво почела као интернет локација Ангелфире почетком 2001. године. Ту су се документовале авантуре човека и његових пријатеља док су истраживали локалну пећину. Прича је у формату серије објава на блогу. Како се истраживачи крећу даље у пећину, наилазе на чудне хијероглифе и ветрове. У последњој објави на блогу, Тед пише да ће он и његови сапутници донети пиштољ у пећину након што су доживели низ ноћних мора и халуцинација. Блог није ажуриран од те објаве.
Филм под називом Жива тама - Прича спелеолога Теда објављен је у независној продукцији 2013. године директно инспирисана крипипастом.

### Бен дављеник
Ову крипипасту креирао је корисник интернета Алекс Хол (познатији у тим круговима као „Јадусабле“). Ово је прича о студенту по имену Мет који купује половну копију видео игре Тхе Легенд оф Зелда: Мајора'с Маск од старијег човека на распродаји у дворишту. Мет открива да уложак прогања дух дечака по имену Бен, који се удавио. Након брисања Беновог сачуваног фајла, Мет се сусреће са узнемирујућим проблемима и застрашујућим порукама као што су „Ниси требало то да урадиш...“ и „Суочила те се ужасна судбина, зар не?“ .
У мају 2015, Вариети је известио јавност да аутор Клајв Баркер креира телевизијску серију инспирисану крипипастом Бен Дављеник под истоименим називом и то у партнерству са Ворнер Брадерсом, али је Хол касније потврдио да пројекат отказан.

## Субжанрови крипипаста

### Изгубљена епизода крипипасте
Изгубљена епизода крипипасте описује наводне телевизијске епизоде, веома често дечје емисије, које никада нису емитоване или су уклоњене због свог насилног и гротескног садржаја. Ове наводне изгубљене епизоде се често баве или самоубиство или имплицирају да ће гледалац претрпити неку велику штету. Неке изгубљене епизоде крипипасти се базирају на популарне телевизијске емисије. Најпознатији примери овог субжанра крипипаста су сљедећи Скуидвард'с Суициде, СуицидеМоусе.ави, Деад Барт и Мак анд Руби 0004. Међутим, постоје стварни примери да су епизоде цртаних филмова повучене из јавности управо због тога што је садржај епизоде неприкладан за децу; на пример, епизода Дектер'с Лаборатори, под називом " Грубо уклањање " никада није емитована због епизоде која садржи тешке псовке. Други пример је оригинална верзија епизоде Телетабиси, "Медвед и лав", која је забрањена због своје узнемирујуће кинематографије, дизајна ликова и музике. Иронија је, да је епизода Сунђер Боба у Квадратним панталонама под називом „Сунђер Боб у земљи случајног случаја“ морала је поново да монтира сцену која се односила на крипипасту „Скидвардово самоубиство“ .

### Видео игре
Видео игра инспирисана крипипастама су видео игре које садрже гротескни или насилни садржај. Овај садржај може инспирисати читав низ стварних догађаја. Многе овакве видео игре сугеришу да су изазване злонамерним ентитети као што су духови или вештачка интелигенција.

### Психотични убице
Ове крипипасте говоре о људима, најчешће тинејџерима, који постају психопате или убице. Оне често укључују унаказивање заштитног знака због последица раних траума у детињству, неке несреће, као последица малтретирања, експеримента који је пошао по злу или као посљедице натприродне претње.

### Натприродна чудовишта
Ове крипипасте укључују све натприродне феномене од натприродних бића до стварних легенди, митова и чудовишта из фолклора разних култура.

## Адаптације
У мају 2015, Мацхинима, Инц. објавила је планове за интернет серију уживо акције коју је креирао Клајв Баркер, под називом Цливе Баркер'с Цреепи Паста, са фокусом на Слендер Ман и Бен Дровнед ; иако након гашења Мацхинима, серија никада екранизована. Свака сезона америчке телевизијске серије Цханнел Зеро је заснована на различитим крипипастама. Дугометражни филм под називом Совјетски експеримент са спавањем заснован је на језивој крипипасти Руски експеримент са спавањем и требало је да буде објављен 2020. године  али од јула 2021. године објављивање филма остаје упитно.